# Eriachne helmsii
Eriachne helmsii là một loài thực vật có hoa trong họ Hòa thảo. Loài này được (Domin) Hartley mô tả khoa học đầu tiên năm 1915.